# Poronia
Poronia es un género de hongos en la familia Xylariaceae. El género fue circunscripto por Karl Ludwig Willdenow en 1787.

## Especies
- Poronia australiensis
- Poronia ehrenbergii
- Poronia erici
- Poronia gigantea
- Poronia gleditschii
- Poronia oedipus
- Poronia pileiformis
- Poronia punctata